# ۹۶۶ (قمری)
۹۶۶ (قمری)، نهصد و شصت و ششمین سال در گاهشماری هجری قمری است. اول محرم این سال برابر با بیست و چهارم اکتبر سال ۱۵۵۸ میلادی است.

## وابسته
- شیخ بهایی
- شهید ثانی